# Paul Mallach
Paul Theobald Mallach (* 9. Oktober 1866 in Wittkow, Landkreis Deutsch Krone; † 8. Mai 1945) war ein deutscher Landwirt, Gutsbesitzer und Politiker (Zentrum).

## Leben
Mallach besuchte das Gymnasium bis zur Obersekunda. Später wurde er Gutsbesitzer und betrieb eine 166 ha große Landwirtschaft in Wittkow. Er trat in die Zentrumspartei ein, war Amtsvorsteher und Mitglied des Kreistages sowie des Kreisausschusses des Kreises Deutsch Krone. 1921 wurde er als Abgeordneter in den Preußischen Landtag gewählt, dem er bis 1933 angehörte.